# Energetik Əli-Bayramlı
Energetik Əli-Bayramlı – azerski klub piłkarski, mający siedzibę w mieście Əli-Bayramlı, na wschodzie kraju, działający w latach 1980–1995.

## Historia
Chronologia nazw:
- 1980: Energetik Əli-Bayramlı
- 1995: klub rozwiązano

Klub sportowy Energetik Əli-Bayramlı został założony w miejscowości Əli-Bayramlı w 1980 roku i reprezentował miejscową elektrownię wodną. W 1980 debiutował w pierwszej lidze Mistrzostw Azerbejdżańskiej SRR, wygrywając tytuł mistrzowski oraz Puchar. W 1983 został finalistą Pucharu, a w 1984 zajął 15.miejsce w mistrzostwach.
Po uzyskaniu niepodległości przez Azerbejdżan w 1992 debiutował w najwyższej lidze, zwanej Yüksək Liqa. Debiutowy sezon 1992 zakończył na ostatniej 12.pozycji w grupie A i w rundzie drugiej walczył w grupie spadkowej, gdzie został sklasyfikowany na końcowym 24.miejscu. W 1993 roku startował w pierwszej lidze o nazwie Birinci Dəstə, zajmując czwarte miejsce w tabeli. W sezonie 1993/94 był szóstym. Po zakończeniu sezonu 1994/95 uzyskał szóstą lokatę w pierwszej lidze. Ale przez problemy finansowe zrezygnował z dalszych rozgrywek i został rozwiązany.

## Sukcesy

### Trofea międzynarodowe
Nie uczestniczył w rozgrywkach europejskich (stan na 31-05-2019).

### Trofea krajowe
Azerbejdżan
| \| \| Zdobyte trofea w rozgrywkach Azerbejdżanu (stan na: 31-05-2019) \| |                                                                 |      |          |
| Rozgrywki                                                                | Osiągnięcie                                                     | Razy | Sezon(y) |
| Mistrzostwo                                                              | I miejsce                                                       | 0    |          |
| Mistrzostwo                                                              | II miejsce                                                      | 0    |          |
| Mistrzostwo                                                              | III miejsce                                                     | 0    |          |
| Mistrzostwo                                                              | 24.miejsce                                                      | 1    | 1992     |
| Puchar                                                                   | zdobywca                                                        | 0    |          |
| Puchar                                                                   | finalista                                                       | 0    |          |
| Puchar                                                                   | 1/8 finału                                                      | 1    | 1994/95  |
| II liga                                                                  | I miejsce                                                       | 0    |          |
| II liga                                                                  | II miejsce                                                      | 0    |          |
| II liga                                                                  | III miejsce                                                     | 0    |          |
| II liga                                                                  | 4.miejsce                                                       | 1    | 1993     |
| Azerbejdżan                                                              | Zdobyte trofea w rozgrywkach Azerbejdżanu (stan na: 31-05-2019) |      |          |

ZSRR
- Mistrzostwo Azerbejdżańskiej SRR:
  - mistrz (1x): 1980

- Puchar Azerbejdżańskiej SRR:
  - zdobywca (1x): 1980
  - finalista (1x): 1983

## Poszczególne sezony

### Rozgrywki międzynarodowe

#### Europejskie puchary
Nie uczestniczył w rozgrywkach europejskich.

### Rozgrywki krajowe
ZSRR
| \| \| Bilans występów klubu w rozgrywkach piłkarskich Związku Radzieckiego (Stan na 31 grudnia 1992 r.) \| |                                                                                                   |        |       |   |   |   |    |    |     |      |        |        |      |
| Poziom | Rozgrywki                                                                                         | Sezony | Mecze | Z | R | P | B+ | B– | Pkt | Lata | Awanse | Spadki | Naj. |
| I | Wysszaja liga                                                                                     | 0      |       |   |   |   |    |    |     |      |        |        |      |
| II | Pierwaja liga                                                                                     | 0      |       |   |   |   |    |    |     |      |        |        |      |
| III | Wtoraja liga                                                                                      | 0      |       |   |   |   |    |    |     |      |        |        |      |
| IV | Wtoraja nizszaja liga                                                                             | 0      |       |   |   |   |    |    |     |      |        |        |      |
| | Puchar ZSRR                                                                                       | 0      |       |   |   |   |    |    |     |      |        |        |      |
| | Bilans występów klubu w rozgrywkach piłkarskich Związku Radzieckiego (Stan na 31 grudnia 1992 r.) |        |       |   |   |   |    |    |     |      |        |        |      |

Mistrzostwo Azerbejdżańskiej SRR: 1980–1991
Azerbejdżan
| \| Azerbejdżan \| Bilans występów klubu w rozgrywkach piłkarskich Azerbejdżanu (Stan na 31 maja 2019 r.) \| \| |                                                                                        |        |       |   |   |   |    |    |     |           |        |        |      |
| Poziom | Rozgrywki                                                                              | Sezony | Mecze | Z | R | P | B+ | B– | Pkt | Lata      | Awanse | Spadki | Naj. |
| I | Yüksək Liqa                                                                            | 1      |       |   |   |   |    |    |     | 1992      | 0      | 1      | 24   |
| II | Birinci Dəstə                                                                          | 3      |       |   |   |   |    |    |     | 1993–1995 | 0      | 0      | 4    |
| | Puchar Azerbejdżanu                                                                    | 3      |       |   |   |   |    |    |     | 1993–1995 | 0      | 0      | 1/8  |
| Azerbejdżan | Bilans występów klubu w rozgrywkach piłkarskich Azerbejdżanu (Stan na 31 maja 2019 r.) |        |       |   |   |   |    |    |     |           |        |        |      |

## Struktura klubu

### Stadion
Klub piłkarski rozgrywał swoje mecze domowe na stadionie Miejskim w Əli-Bayramlı o pojemności 2000 widzów.

## Kibice i rywalizacja z innymi klubami

### Derby
- Gənclik Navahı